# Losail International Circuit

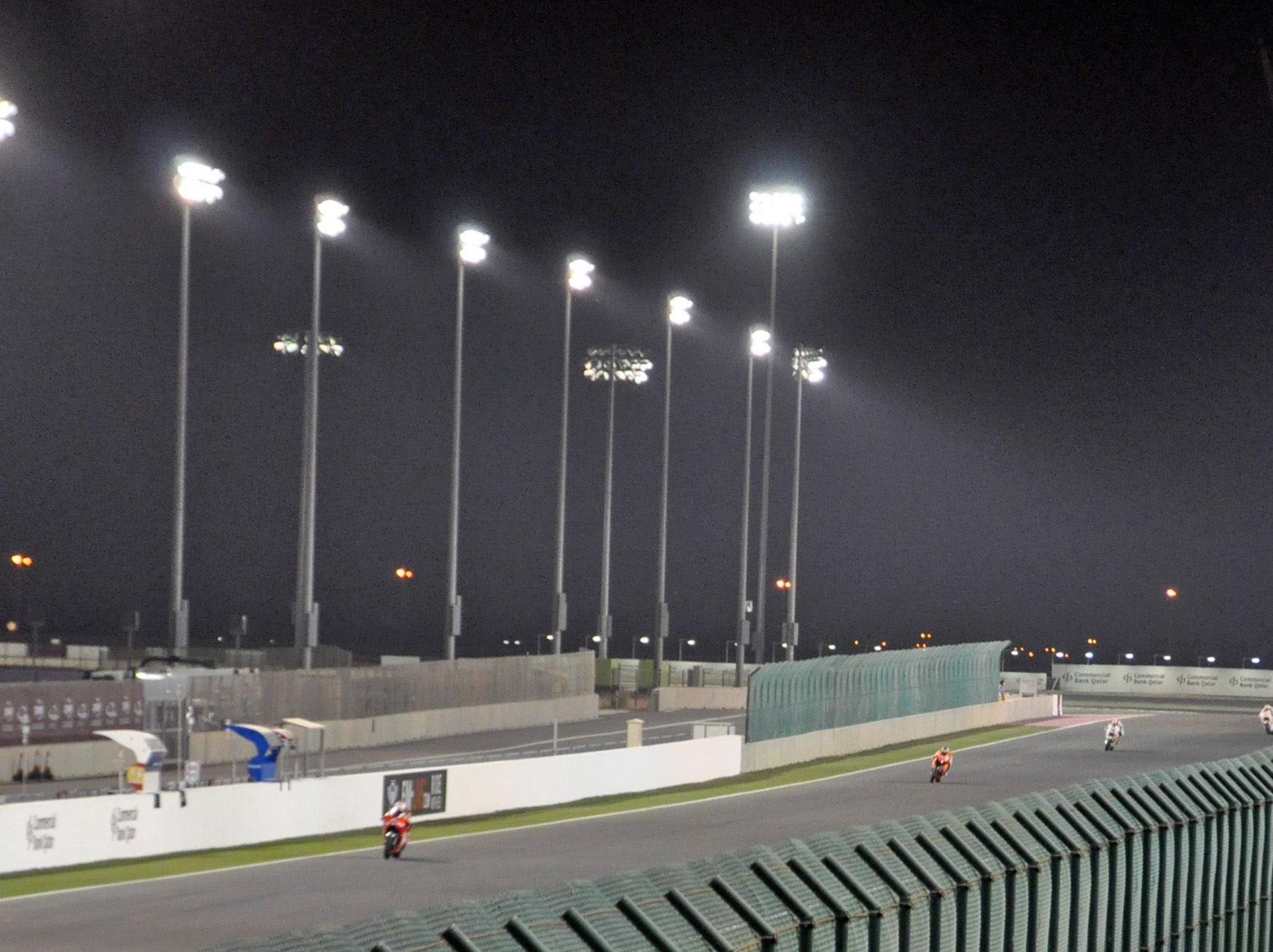
Wyścig o Grand Prix Kataru przy sztucznym oświetleniu w 2010

Losail International Circuit – tor wyścigowy położony w Lusajlu niedaleko Dohy, stolicy Kataru.
Tor został zbudowany w niecały rok przez około 1000 robotników. Koszt budowy toru wynosił 58 milionów dolarów.
Jedno okrążenie toru ma długość 5,380 km. Tor jest otoczony sztuczną trawą po to, aby kierowcy, którzy wyjeżdżają poza tor nie znosili zbyt dużo piachu.
Od 2004 odbywa się tutaj Motocyklowe Grand Prix Kataru, które od 2008 odbywa się w nocy przy sztucznym oświetleniu.
W 2021 roku odbyło inauguracyjne Grand Prix Kataru Formuły 1 jako dwudziesty wyścig w kalendarzu sezonu 2021. Runda powróciła w sezonie 2023. Przerwa została spowodowana Mistrzostwami Świata w Piłce Nożnej w 2022 roku.